# António Costa Silva
 (août 2024).
Si vous disposez d'ouvrages ou d'articles de référence ou si vous connaissez des sites web de qualité traitant du thème abordé ici, merci de compléter l'article en donnant les références utiles à sa vérifiabilité et en les liant à la section « Notes et références ».
António José da Costa Silva (né le 23 novembre 1952) est un professeur, homme d'affaires et homme politique portugais qui est ministre de l'Économie et des Affaires maritimes dans le troisième cabinet du Premier ministre António Costa de 2022 à 2024.

## Jeunesse et éducation
Costa Silva étudie l'ingénierie minière à l'Institut technique supérieur de l'Université technique de Lisbonne, puis obtient une maîtrise en ingénierie pétrolière de l'Imperial College et un doctorat en ingénierie des réserves pétrolières de ses deux collèges précédents.

## Carrière
Costa Silva commence à travailler en Angola chez Sonangol en 1980 et de 1984 à 1997, il travaille chez Companhia Portuguesa de Serviços.
Il est directeur de l'ingénierie des réservoirs et de la production chez Beicip-Franlab, la branche corporate de l'Institut français du pétrole, à Paris de 2001 à 2003, directeur exécutif de la Compagnie Générale de Géophysique au Portugal de 1998 à 2001 et PDG de Partex de 2004 à 2021.
Costa Silva est professeur émérite à l'Institut Technique Supérieur, où il a enseigné la Planification et la Gestion Intégrée des Ressources Énergétiques.
En 2020, il est chargé par le Premier ministre António Costa d'élaborer le programme de relance économique du Portugal à la suite de la pandémie de Covid-19, en utilisant les fonds de l'Union européenne.